# 黃梓豪
黃梓豪（英語：Wong Tsz Ho，2000年2月9日—），生於香港，香港足球運動員，司職守門員，現時於泰國效力暖武里五人隊。

## 球員生涯
黃梓豪生於香港，在小學一年級開始接觸足球，及後看了前曼聯名宿雲達沙的比賽便令他愛上當守門員的位置。
讀完中一後其家人便送他到中超班霸廣州恆大足球學校讀書，可惜適逢中國足協禁止引用外籍守門員的政策，而拒絕內援身份的黃梓豪註冊踢正式青年比賽，只能一直操練。一年後他就回港就讀陳樹渠紀念中學，期間參加學校足球隊，為校隊殺入學界決賽，法定時間1比1打和，雖然在射十二碼的階段救出了一球十二碼，但輸5比4。
在中三時，黃梓豪從陳樹渠紀念中學轉到由朋友俞永康介紹的體育名校仁濟醫院董之英紀念中學就讀，及加入傑志青年軍。
黃梓豪於2015年4月5日的曼聯超級盃決賽協助傑志U15互射12碼階段以總比數3–2擊敗港會U15，取得中國區決賽的入場券之餘，賽後更榮膺最有價值球員。
17歲的他在2017年全港學界足球精英賽任董之英校隊正選門將，並於四強面對西島中學在法定時間踢成1–1，在互射12碼階段黃梓豪在7球裏撲岀4球，助董之英以總比數4–3擊敗西島中學殺入決賽。不過於決賽對香港加拿大國際學校以互射12碼落敗，賽後黃梓豪與同樣司職守門員的精英賽最佳球員韓淼一同入選學界精英賽明星隊。
直到2017/18球季，黃梓豪與隊友曾柏軒、俞永康、袁振稀、陳嘉成及周衍丞六名2000年出生的青年球員獲傑志提升到一隊跟操。
2019年10月26日，佳聯元朗跟富力R&F以2比2打成平手的菁英盃賽事，黃梓豪完成其職業生涯的「地標戰」。

## 娛樂事業
2019年中，黃梓豪參與ViuTV選秀節目《全民造星II》並且入選了99強，但在40強止步。
2021年9月，黃梓豪參與試當真由Ernest執導的短片:《打劫！拎哂啲錢出嚟！》飾演蒙面劫匪與張蔓莎演出
2021年，有網民在「連登討論區」爆料指黃梓豪私生活不檢點，有拍拖兩年的女友，入行後提分手但又藕斷絲連，拍拖期間疑出軌並有不良嗜好。黃梓豪在社交平台回應，稱個人感情問題影響了家人、朋友及公司，他說：「我決定暫時退出試當真的幕前工作。」他又向試當真3名老闆道歉，感激他們的栽培及辜負了他們的信任，會深切反省改過。他又為過往的言行向前女友道歉，這段關係已告一段落。
2024年，黃梓豪參與的電影《但願人長久》正式上映。

### 音樂作品

#### 單曲
| 推出日期 | 曲目                    | 作曲   | 填詞   | 編曲     | 監製 | 備註                          |
| 2023年   |                         |        |        |          |      |                               |
| 9月14日  | 在                      | 黃梓豪 | 黃梓豪 | Lowa盧華 |      | Mixing & Mastering: LaurieLau |
| 10月4日  | 在（From 3TRACKS LIVE） | 黃梓豪 | 黃梓豪 |          |      |                               |
| 2024年   |                         |        |        |          |      |                               |
| 1月31日  | 空房                    | 韋諾   | 令堯   | 韋諾     | 韋諾 |                               |
| 4月15日  | 事過境遷                |        |        |          |      |                               |

## 個人生活
黃梓豪視前曼聯名宿雲達沙及現時曼聯第一守門員迪基亞為偶像，而他則最想學習德國名將簡尼的霸氣。

## 外部連結
- 黃梓豪的Instagram帳戶
- YouTube上的黃梓豪頻道
- 香港足球總會網頁球員資料 （页面存档备份，存于）